# 敦煌ヤルダン国家地質公園
敦煌ヤルダン国家地質公園（とんこうヤルダンこっかちしつこうえん、中国語: 敦煌雅丹国家地质公园、英語: Dunhuang Yardang National Geopark）は、中国甘粛省敦煌の市街地から北西180キロメートルのところにあるジオパークである。面積は346平方キロメートルで、クムタグ砂漠内に位置している。
風や雨水により地表の柔らかい砂地が削られ、堅い岩石部分が残ることによって形成されるヤルダン地形を見ることができる。園内の奇岩には「モンゴルのパオ」、「ラクダ」、「石の鳥」、「孔雀」、「金の獅子がお客を歓迎」（金獅迎客）などの名称が付けられている。
2015年に鳴沙山・月牙泉と共に「敦煌世界ジオパーク」に指定される。

## ギャラリー

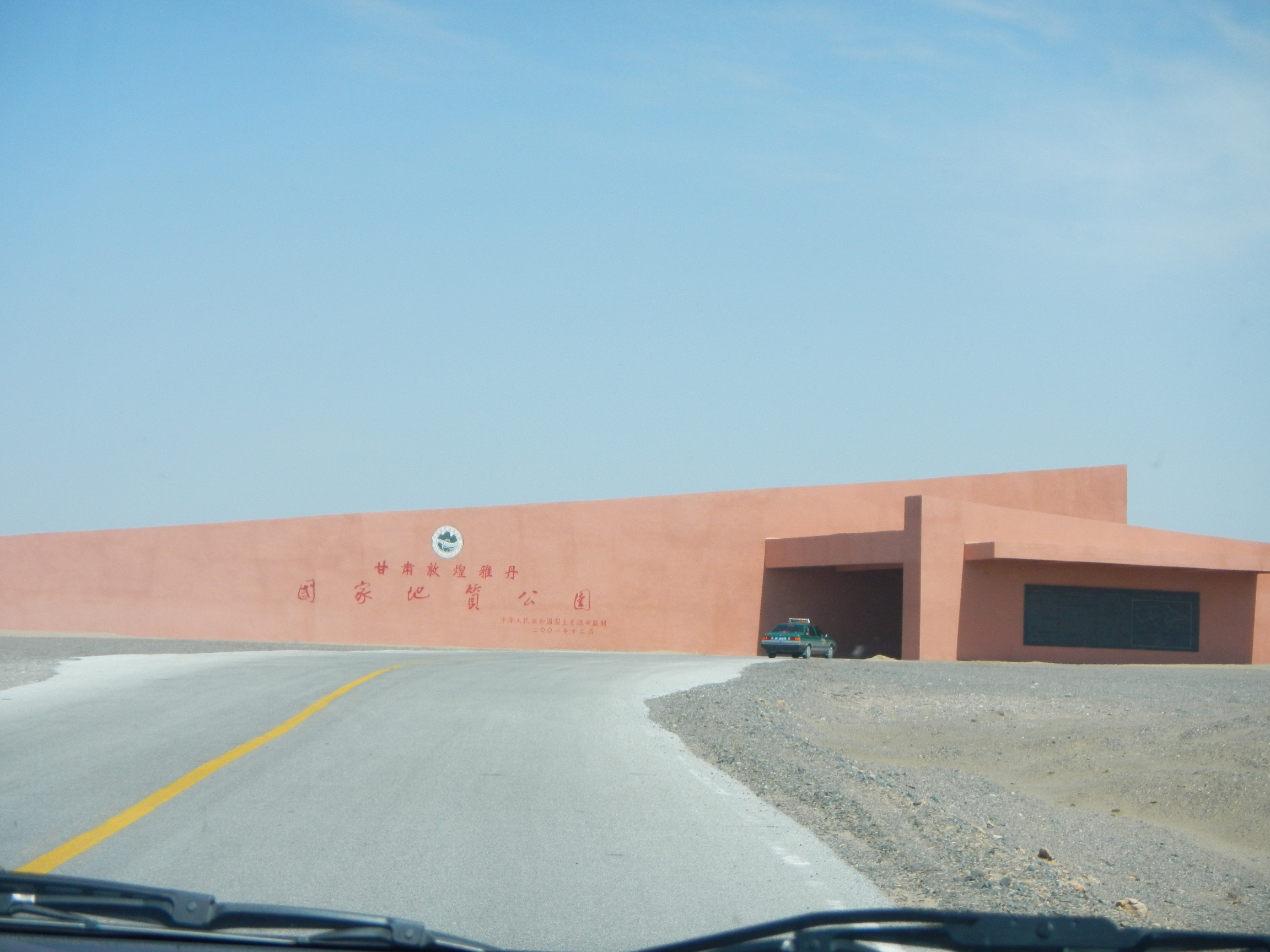
敦煌ヤルダン国家地質公園の入り口
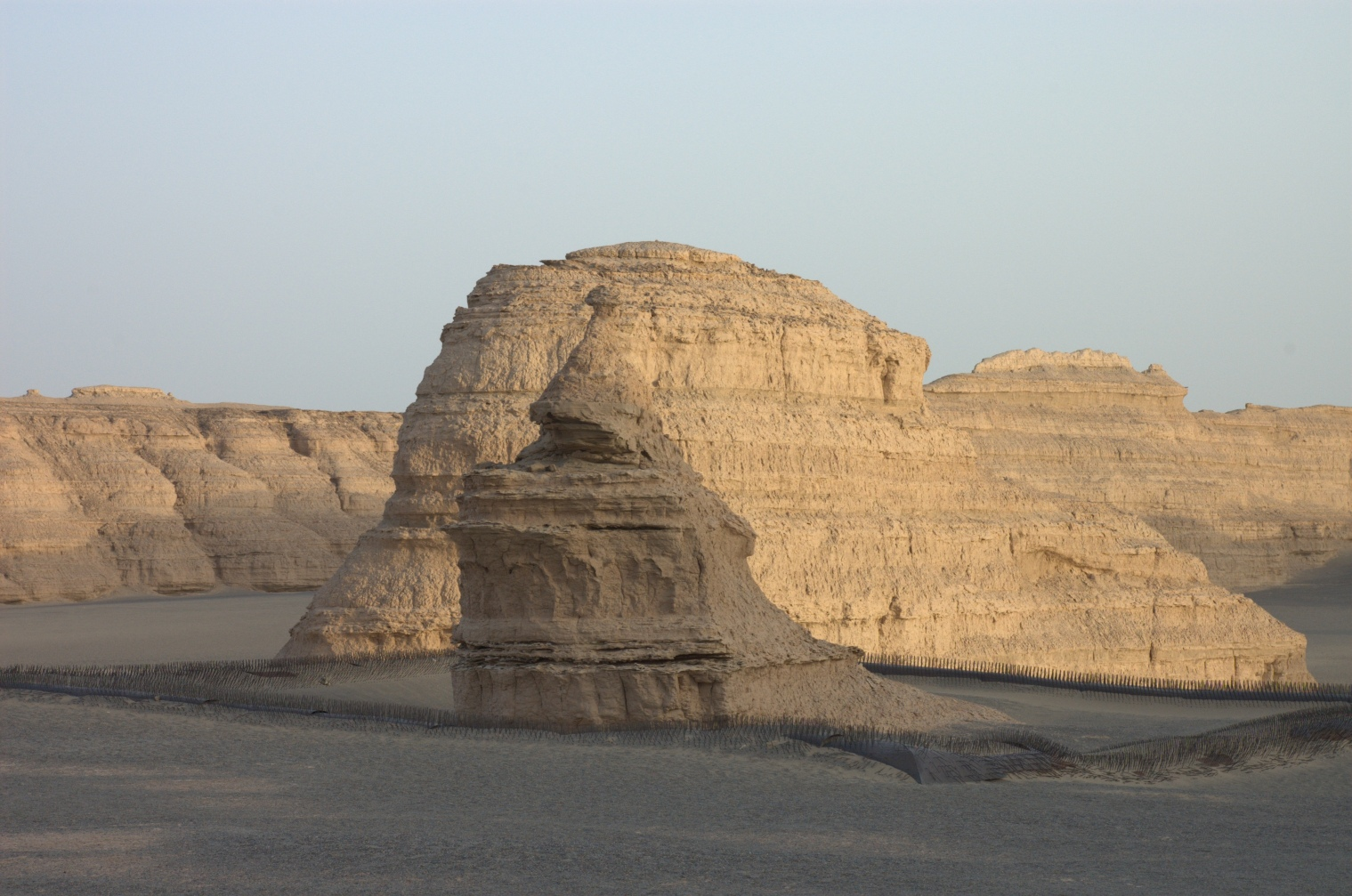
「孔雀」
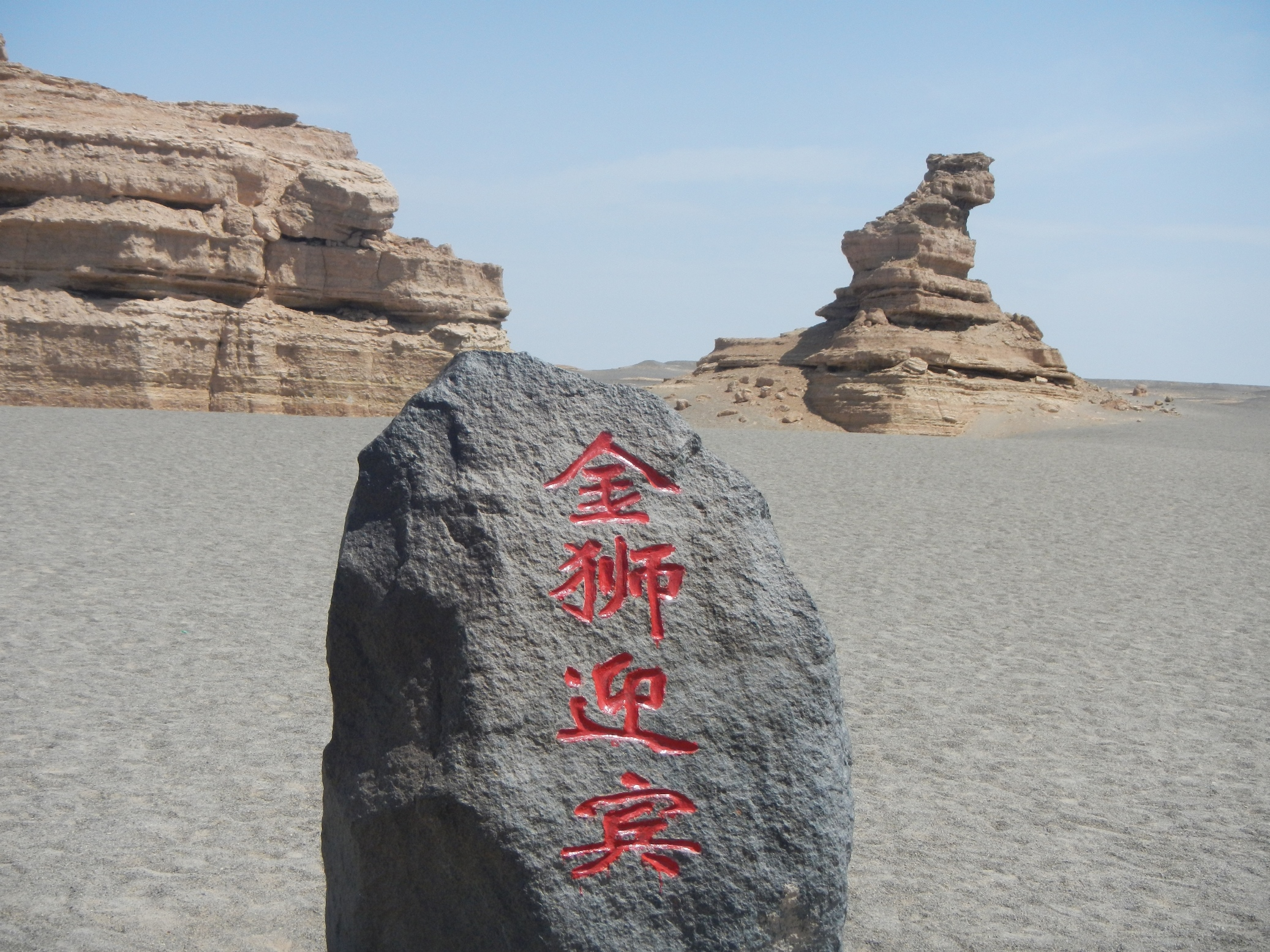
「金の獅子がお客さんを歓迎」